# Pozuelo de Alarcón
Pozuelo de Alarcón település Spanyolországban, Madrid tartományban. Pozuelo de Alarcón Alcorcón, Madrid, Boadilla del Monte, Majadahonda, Latina és Moncloa-Aravaca községekkel határos. Lakosainak száma 89 378 fő (2024).

## Népesség
A település népessége az utóbbi években az alábbiak szerint változott:
| Lakosok száma | 68 470 | 75 079 | 79 826 | 82 428 | 83 844 | 84 360 | 85 605 | 86 172 | 87 728 | 89 378 |
|               | 2001   | 2004   | 2007   | 2009   | 2012   | 2014   | 2017   | 2019   | 2022   | 2024   |